# Этотоин
Этотоин — противоэпилептическое лекарственное средство из группы производных гидантоина, по своему действию вероятно схожее с фенитоином. Оказывает противоэпилептический эффект, не вызывая общее угнетение центральной нервной системы. Этотоину не присущи побочные эффекты фенитоина, однако он менее эффективен. В сочетании с необходимостью регулярного приема это привело к тому, что этотоин в данный момент широко не применяется.
В России как лекарственный препарат не применялся и не регистрировался.